# Лондонская школа экономики и политических наук
Лондонская школа экономики и политических наук (англ. The London School of Economics and Political Science, LSE) — подразделение Лондонского университета. Основана в 1895 году с целью «улучшения общества». Один из самых престижных университетов мира, ЛШЭ специализируется на изучении общественных наук, в которых является признанным лидером.
Лондонская школа экономики входит в группу «Рассел», G5 и Золотой треугольник ведущих научно-исследовательских университетов Великобритании. ЛШЭ занимает 2-е место в мире (после Гарвардского университета) в области общественных наук, 15 из 20 дисциплин входят в топ-10 лучших в мире, в том числе политология (3 место), экономика (5 место), журналистика (3 место), социальная политика (3 место), география (3 место) и социология (4 место). ЛШЭ на протяжении многих лет относится к тройке самых престижных университетов Великобритании. Согласно URAP Centre Ranking, проводящему рейтинги с 2010 года по каждому предмету из области социальных наук, в отдельности по международным отношениям Лондонская школа экономики и политических наук традиционно занимает первое место в мире, опережая со значительным отрывом Гарвардский и Оксфордский университеты.
Лондонская школа имеет большое влияние в мире политики, бизнеса и права. Выпускниками или преподавателями университета являются 55 бывших и действующих главы государств, 20 действующих членов Палаты общин Великобритании и 42 действующих члена Палаты лордов. По состоянию на 2016 год, выпускники и преподаватели ЛШЭ были награждены 13 Нобелевскими премиями по экономике, 2 Нобелевскими премиями по литературе и 3 Нобелевскими премиями мира. Среди выпускников Лондонской школы экономики больше миллиардеров, чем у любого другого университета Европы, согласно рейтингу миллиардеров от 2014 года. Средние зарплаты выпускников ЛШЭ имеют одни из наиболее высоких показателей в мире и традиционно выше зарплат выпускников других университетов Великобритании.

## История

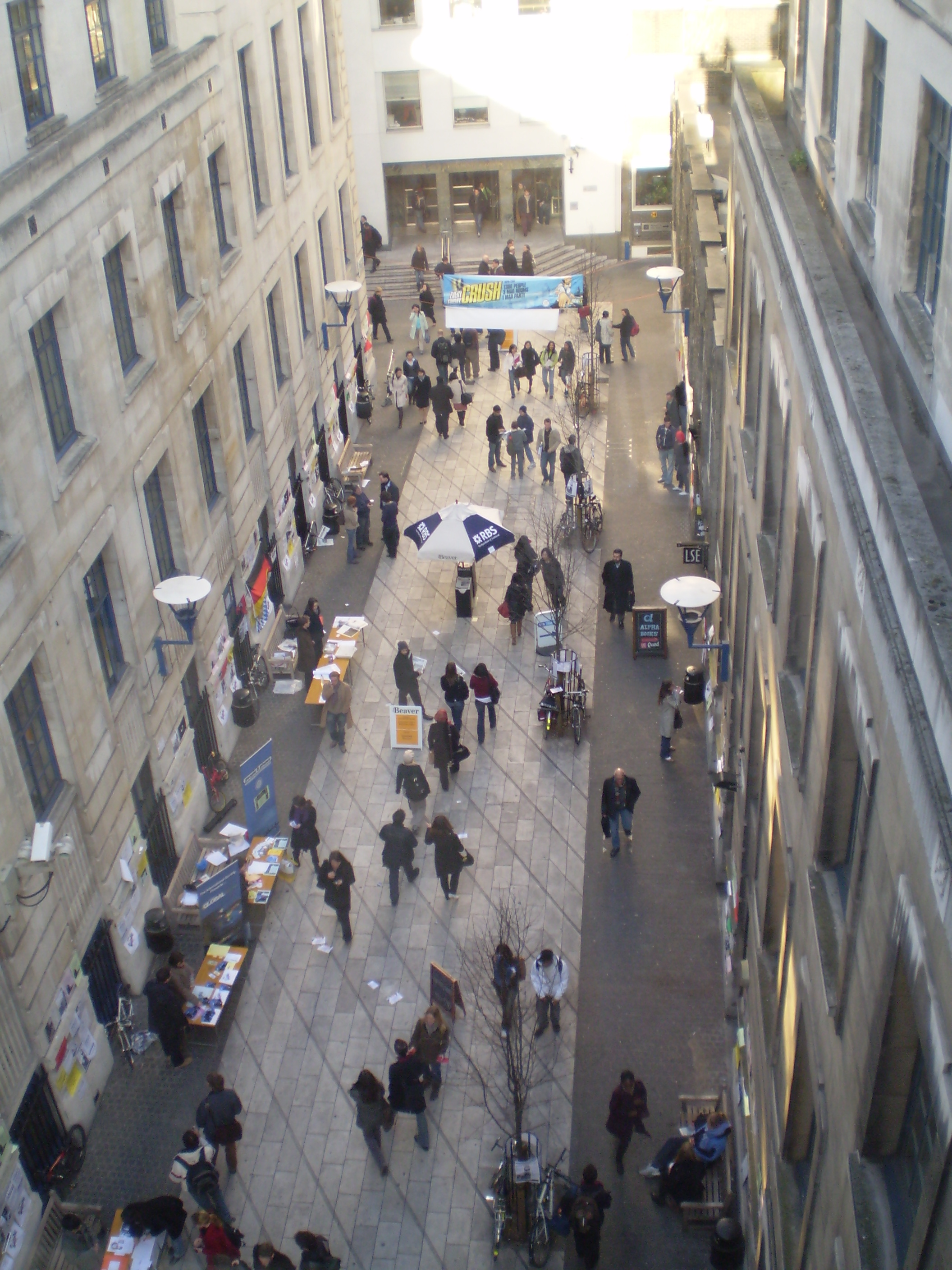
Учебный кампус Лондонской школы экономики и политических наук, Хагтон стрит

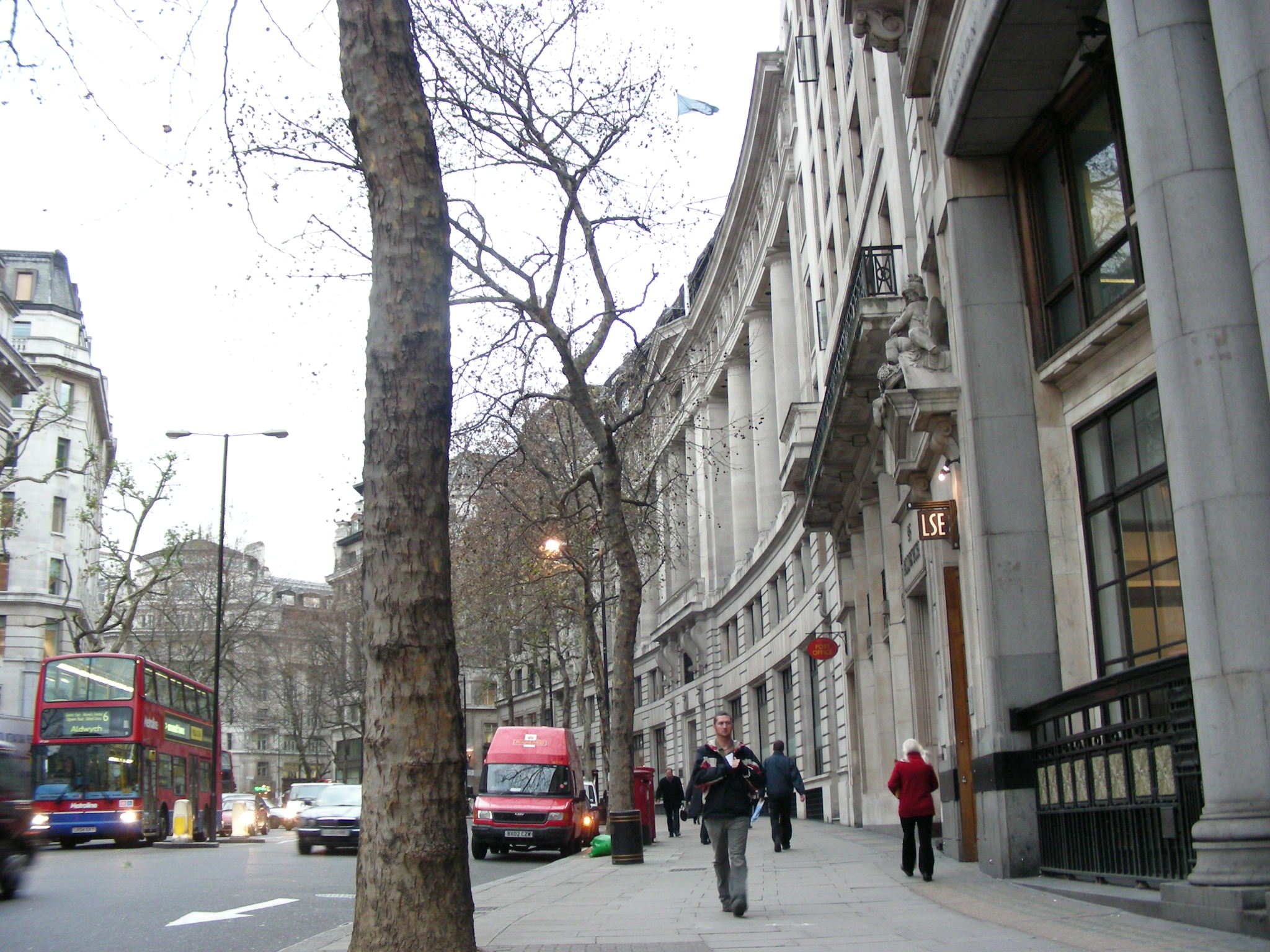
Здание Лондонской школы экономики и политических наук со стороны улицы Олдвич

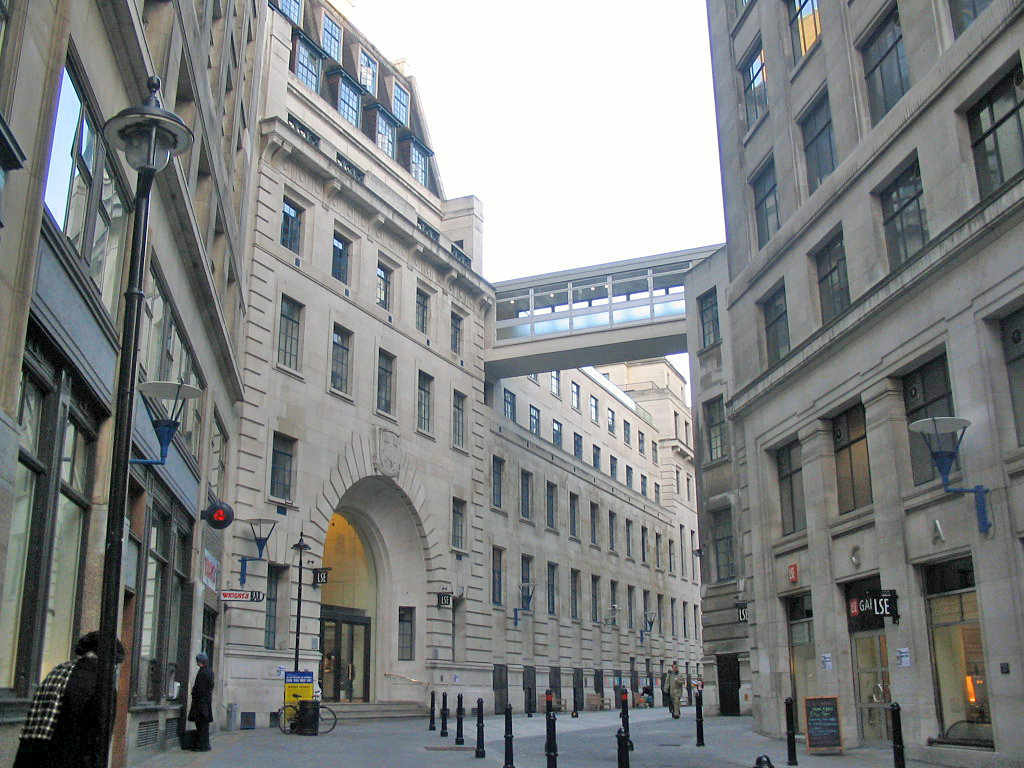
Главный вход в Лондонскую школу экономики и политических наук

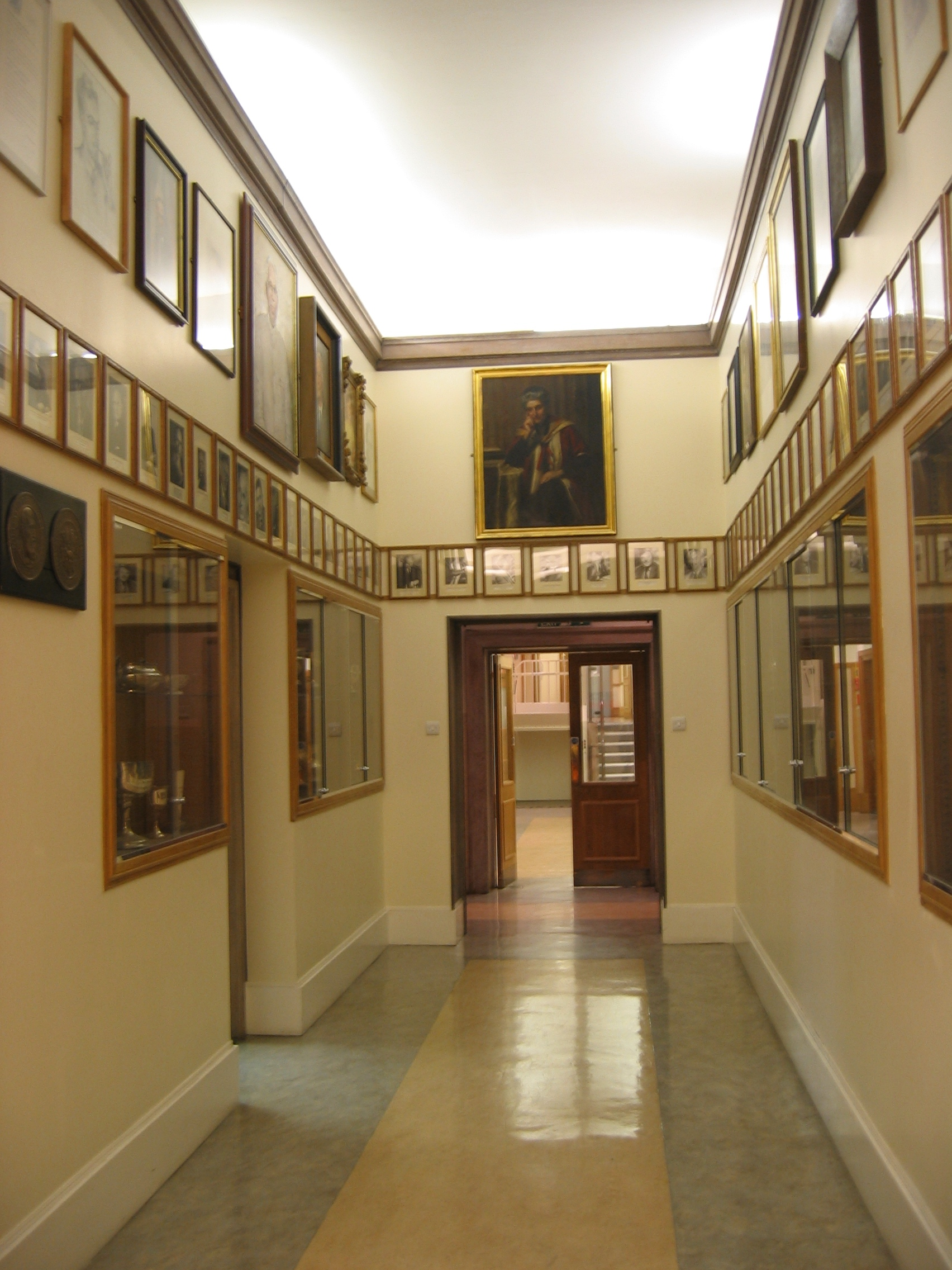
Внутри старого здания Лондонской школы экономики и политических наук

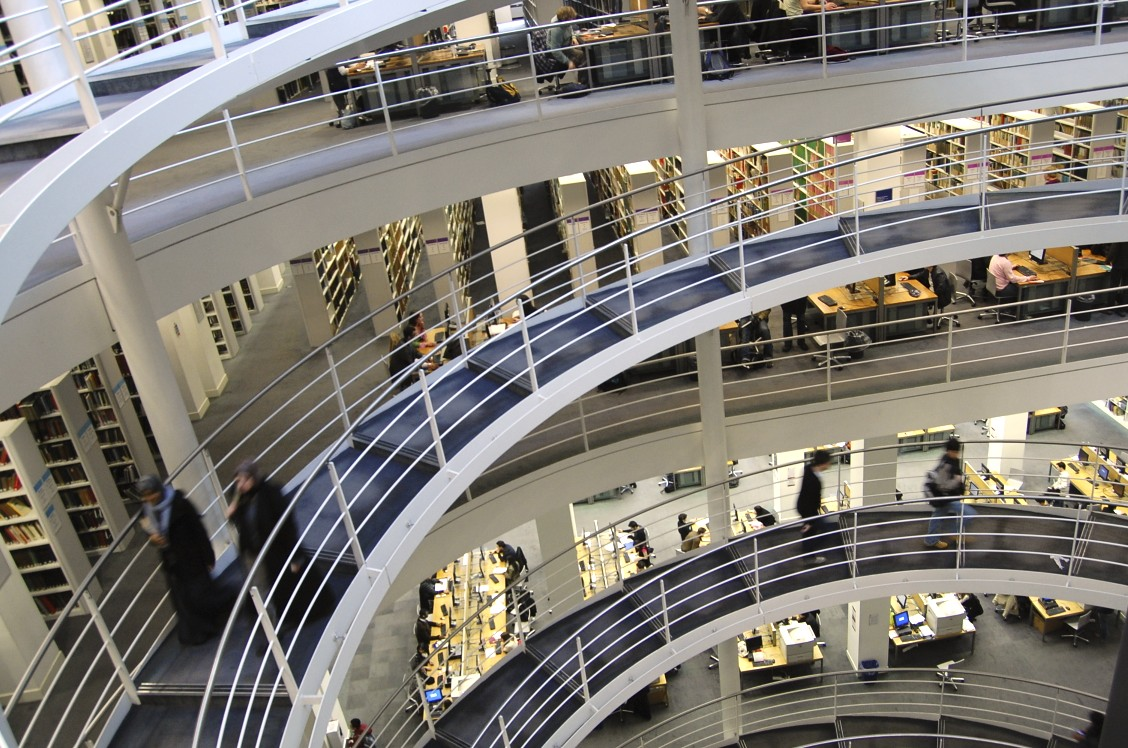
В библиотеке Лондонской школы экономики и политических наук

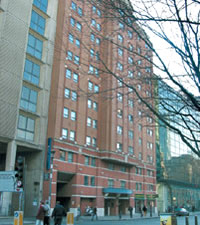
Общежитие-гостиница High Holborn Hall of Residence, построенное в 1995 в 10 минутах ходьбы от учебных зданий

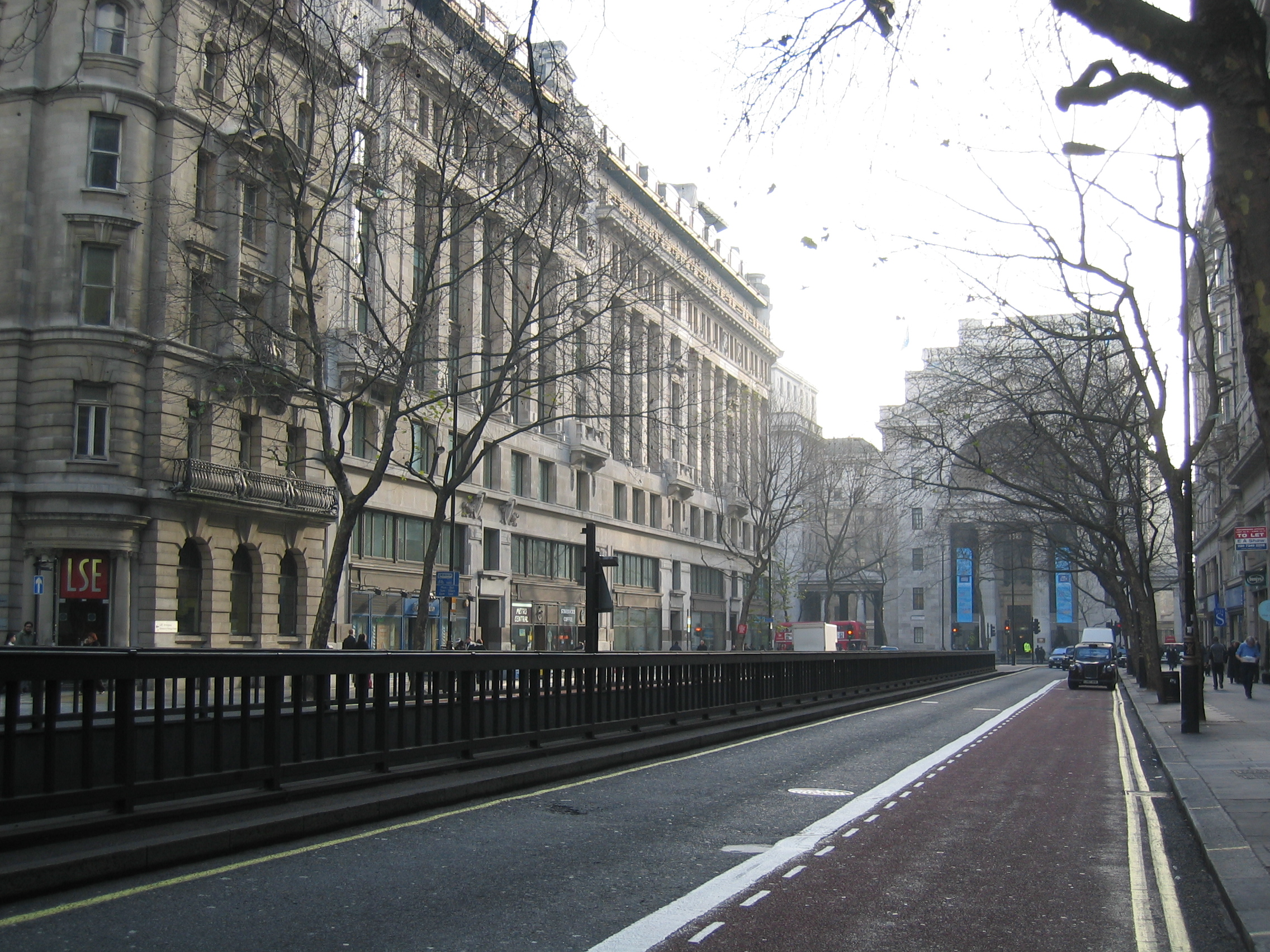
Вид на здание Лондонской школы экономики и политических наук со стороны улицы Кингсвей.
Впереди справа здание Буш-хаус, штаб-квартира компании БиБиСи

Решение создать школу было принято 4 августа 1894 года четырьмя фабианцами за завтраком в Боро Фарм (Borough Farm) около Милфорда (графство Суррей) — Беатрисой и Сидни Веббами, Грэмом Уоллесом и Джорджем Бернардом Шоу.
В 1900 году ЛШЭ присоединилась к Лондонскому университету на правах факультета экономики и до сегодняшнего дня остаётся специализированным учебно-исследовательским институтом, единственным такого рода в Великобритании.
Быстро развиваясь в последующие годы, школа разместилась в самом центре Лондона на Клэр Маркет и Хагтон стрит. В 1920 году первый камень в строительство здания Old Building на Хагтон стрит (Houghton Street) заложил король Георг V.
В годы Второй мировой войны школа переезжала временно в Кембридж.
В послевоенные годы школа постоянно расширялась, по-прежнему занимая место в центре Лондона между Линкольнс-Инн-Филдс и Олдвич по соседству с Королевским дворцом правосудия.
В 1989 году ЛШЭ открыла Летнюю школу экономики в Лондоне, в 2004 году — в Пекине.

## Современная структура школы
В настоящее время в школе на постоянной основе (full-time) обучается около 11 000 студентов из более чем 160 стран, в том числе 32 % из Соединённого королевства, 19 % из стран ЕС и 49 % из других стран мира.
Учебная структура ЛШЭ включает 22 кафедры (Departments), охватывающих широкий спектр общественных наук: экономика, право, государственное управление, история, международные отношения, социология, финансы, бухгалтерский учёт, менеджмент, антропология, международное развитие, математика, журналистика, психология, социальная политика, статистика, институт иностранных языков, экономическая история, география, гендерные исследования и методология.
Библиотека ЛШЭ является самой крупной в мире библиотекой по общественным наукам. Основанная в 1896 году, она известна в мире как Британская библиотека политических и экономических наук. Фонды библиотеки насчитывают более 4 млн единиц книг и более 20 000 наименований журналов. Общая длина полок, к которым имеется свободный доступ читателей библиотеки, составляет 50 км. В библиотеке представлена литература на всех основных европейских языках, в том числе самый крупный из зарубежных библиотек по общественным наукам русский раздел. Библиотека имеет подписку на 60 000 электронных журналов.
Лондонская школа экономики знаменита своей программой открытых лекций (public lectures), доступных для посещения студентами, выпускниками и широкой публикой. В Школе выступали ведущие академики, мировые лидеры, послы, руководители крупнейших международных компаний, члены британского и европейского парламентов.
В числе недавних гостей Школы — Кофи Аннан, Тони Блэр, Бен Бернанке, Дэвид Кэмерон, Ноам Хомский, Билл Клинтон, Нил Фергюсон, Милтон Фридман, Борис Джонсон, Анджелина Джоли, Пол Кругман, Дмитрий Медведев, Марио Монти, Джеффри Сакс, Амартия Сен, Владислав Сурков, Герхард Шрёдер. Ранее в ЛШЭ выступали Маргарет Тэтчер, Нельсон Мандела, Муаммар Каддафи и другие мировые лидеры.
Лондонская школа экономики располагает несколькими гостиницами-общежитиями для студентов, расположенных в разных районах Лондона, как правило, недалеко от учебных зданий.

## Приём в университет
Конкурс на поступление в Лондонскую школу экономики очень высокий. В 2016 году Школа получила 18 000 заявок на 1650 мест, 1625 абитуриентов были зачислены. Общий конкурсный показатель составил 11 человек на место для обучения по программам бакалавриата, а доля успешных заявок — 9 %.
Все заявки принимаются через единую систему обработки заявок на очное обучение в университетах Великобритании — UCAS (Universities and Colleges Admissions Service). Средний балл для поступления в ЛШЭ составил 537 пунктов или А*А*А*А по программе A-level (старшие классы британской школы).
Иностранные студенты должны подтвердить знание английского языка на уровне advanced (продвинутый), что соответствует IELTS level 7 и TOEFL 110—120. Для абитуриентов из России аттестат о среднем (полном) общем образовании является недостаточным для подачи заявки, поэтому им необходимо пройти одну из международных программ предуниверситетской подготовки (Foundation, IB, A-level) или закончить один год обучения в российском университете со средним баллом не ниже 4,5.

## Руководители школы
Школу возглавляли:
1. 1895—1903 — Уильям Хьюинс
2. 1903—1908 — сэр Хэлфорд Маккиндер
3. 1908—1919 — Уильям Пембер Ривс
4. 1919—1937 — сэр (позднее — лорд) Уильям Беверидж
5. 1937—1957 — сэр Александер Карр—Саундерс
6. 1957—1967 — сэр Сидни Кэйн
7. 1967—1974 — сэр Вальтер Адамс
8. 1974—1984 — профессор лорд Ральф Дарендорф
9. 1984—1989 — доктор Индрапрасад Патель
10. 1990—1996 — сэр Джон Эшворт
11. 1997—2003 — профессор (позднее — лорд) Энтони Гидденс
12. 2003—2011 — сэр Говард Дэвис
13. 2011—2012 — профессор Джудит Рис[англ.]
14. 2012—2016 — профессор Грэг Калхун
15. 2016—2017 — профессор Джулия Блэк[англ.]
16. 2017—2024 — Дама Немат Шафик[англ.]
17. 2024 — настоящее время — профессор Ларри Крамер[англ.]

## Лауреаты Нобелевской премии
| Год  | Имя лауреата                                     | Номинация   |
| 1925 | Джордж Бернард Шоу (George Bernard Shaw)         | Литература  |
| 1950 | Ральф Банч (Ralph Bunche)                        | Премия мира |
| 1950 | Бертран Рассел (Bertrand Russell)                | Литература  |
| 1959 | Филип Ноэль-Бейкер (Philip Noel-Baker            | Премия мира |
| 1972 | Джон Хикс (Sir John Hicks)                       | Экономика   |
| 1974 | Фридрих Хайек (Friedrich Hayek)                  | Экономика   |
| 1977 | Джеймс Мид (James Meade)                         | Экономика   |
| 1979 | Артур Льюис (Sir William Arthur Lewis)           | Экономика   |
| 1990 | Мертон Миллер (Merton Miller)                    | Экономика   |
| 1991 | Рональд Коуз (Ronald Coase)                      | Экономика   |
| 1998 | Амартия Сен (Amartya Sen)                        | Экономика   |
| 1999 | Роберт Манделл (Robert Mundell)                  | Экономика   |
| 2001 | Джордж Акерлоф (George Akerlof)                  | Экономика   |
| 2007 | Леонид Гурвич (Leonid Hurwicz)                   | Экономика   |
| 2008 | Пол Кругман (Paul Krugman)                       | Экономика   |
| 2010 | Кристофер Писсаридес (Christopher A. Pissarides) | Экономика   |
| 2016 | Хуан Мануэль Сантос                              | Премия мира |
| 2016 | Оливер Харт                                      | Экономика   |